# Семендер, Юрий Семёнович
Юрий Семёнович Семендер (настоящая фамилия Семёнов; род. 2 января 1941, Таныши, Чувашская АССР) — чувашский поэт, переводчик и редактор, литературовед. Народный поэт Чувашской Республики (1999).

## Биография

### Происхождение
Юрий Семендер родился 2 января 1941 г. в д. Таныши Красноармейского района Чувашской Республики.
Окончив Чувашский государственный университет, работал в Цивильском райкоме ВЛКСМ, редакции районной газеты «Путь Октября», Чувашском книжном издательстве. В Союзе писателей СССР с 1973 г.
С 1960 по 1964 год проходил службу в Группе советских войск в Германии.
В 1974—2004 годах Юрий Семёнович работает главным редактором журнала «Ялав» (Первое его стихотворение «Чăрăш» (Eль) опубликовано в 1958 г. в журнале «Ялав»).
Юрия Семёновича избирали депутатом городского Чебоксарского собрания депутатов, работал он в правлении Союза писателей Чувашии, был членом Ученого совета Чувашского государственного института гуманитарных наук, членом коллегии Министерства культуры и по делам национальностей, Министерства информационной политики и архивного дела, членом комиссии по вопросам помилования при Президенте Чувашской Республики.

### На литературном поприще
В литературу Юрий Семендер пришел в начале 1970-х годов, опубликовав поэтические сборники «Тупа» (Присяга), «Çĕр çаврăнать» (Орбита). Его стихи и поэмы изданы более чем на 20 языках народов России и мира.
Трудился писатель и на переводческой ниве — им переведены на чувашский язык «Слово о полку Игореве», работы А. Пушкина, М. Лермонтова, С. Eсенина, А. Твардовского, К. Симонова, многих писателей народов России и СНГ, либретто музыкальных комедий, опер и оперетт, балета, вокально-хореографических сюит, таких, как «Птица счастья», «Лебедушка», «Свадьба», «Дети леса» и др. На сцене чувашских театров поставлены пятнадцать драм и комедий русских, украинских, белорусских, башкирских и марийских авторов, переведённых Ю. Семендером. По его инициативе напечатаны антологии современной чувашской поэзии на Украине, в Белоруссии, на таджикском языке издана поэма К. Иванова «Нарспи». В творческом содружестве с композиторами Ф. Лукиным, Г. Лебедевым, Г. Хирбю, Ф. Васильевым, Н. Эривановым, Н. Карлиным, Ю. Кудаковым, А. Никитиным и др. им создано более 300 песен. Такие песни, как «Калина красная», «Золотое кольцо», «Первая любовь» и др., стали народными. Известен и как автор многих литературоведческих статей и очерков.

### Основные произведения
«Аван-и, салтак» (Здравствуй, солдат), «Йĕс шăнкăрав» (Медный колокольчик), «Ниме» (Помочь), «Уçланкăри палан» (Калина на опушке), «Чĕнтĕрлĕ кĕпер» (Узорчатый мост), «Шетмĕ шывĕ» (Река Шатьма), «Хурапа шурă» (Черное и белое), «Земля в узорах», «Хуркайăк çулĕ» (Млечный путь), «Чăваш пики» (Чувашская красавица), «Пирĕн вăйă карти» (Наш хоровод), «Çиçĕм сапаки» (Росчерк молнии)".

## Награды и премии
- Орден Дружбы (1996)
- Орден «За заслуги перед Чувашской Республикой» (2011)
- Почётная грамота Верховного совета Чувашской АССР (1984)
- Заслуженный деятель культуры Чувашской АССР (1988)
- Народный поэт Чувашской Республики (1999)
- Премия Комсомола Чувашии имени М. Сеспеля (1983)
- Премия Нестер Янкаса (1996)
- Премия им. Фатыха Карима Республики Башкортостан (2002)
- Почетный гражданин Красноармейского района Чувашской Республики (2001)